# Скарбекски музей на бирата
Музеят на бирата в Скарбек (Схарбек) е музей, посветен на белгийските бири. Сдружението, основало музея, е регистрирано на 9 март 1993 г., а самият музей за първи път отваря врати едва година по-късно на 25 март 1994 г.
Музеят предлага колекция от над 2000 различни бутилки белгийска бира, както и 5000 чаши. Стари машини, използвани за производството на бира, бъчварски инструменти, табели, тави, различни рекламни предмети, стари документи и всичко това от все още работещи или вече затворени пивоварни. Именно фолклорният герой Пожи напътства посетителя през различните дидактически табла. Музеят представя също така и реконструкцията на механа, работила от началото на ХХ век до 1930-те.
Кехлибарената бира с 9% алкохол, наричана още Скарбекска бира, се произвежда в чест на музея от пивоварната Ван ден Боше, както и тройната светла бира, Ейзелкоп с 8,10% алкохол, произведена от пивоварната на Ермитажа. Тези две бири както и други белгийски бири се сервират в просторната механа на музея, разположена в старите технически работилници на училището на улица Ля Руш.

## Местоположение
- Адрес: Авеню Луйс Бертранд, 33 – 35, 1030 (Скарбек) Брюксел.
- Работно време: сряда и събота от 14 до 18 ч., както и с предварителна уговорка за групи и училища.
- Цена: входна такса от 3 € ви позволява да разгледате и дегустирате Скарбекската бира, както и бира Ейзелкоп
- Достъпен с градския транспорт STIB:
  - трамвай номер 7, спирка „Луи Бертран“ (булевард Ламбермонт)
  - автобус номер 59, спирка „Херман“ (улица Херман)
  - автобус номер 66, спирка „Азале“ (булевард Азале)
  - трамвай номер 92, спирка „Църква Сен Сервай“ (шосе Хаехт)